# У тіні смерті
«У тіні смерті» (латис. «Nāves ēnā») — латвійський радянський художній фільм 1971 року, знятий на  Ризькій кіностудії, екранізація оповідання  Рудольфа Блауманіса.

## Сюжет
Кінець XIX століття, рибальське селище в Латвії. На крижині залишилися чотирнадцять осіб. Їх хиткий притулок все далі і далі відносить у море. Тільки через п'ять днів на горизонті з'явився естонський човен.
На всіх місця не вистачає. Втомленим і озлобленим рибалкам доводиться кинути жереб, щоб вирішити, кому залишатися в полоні смертельної небезпеки.

## У ролях
- Едуард Павулс — Грінталс
- Гунар Цілинський — Біркенбаум
- Егонс Бесеріс — Скапанс
- Альфред Віденіекс — старий Далда
- Олга Дреге — Марія
- Едгар Лієпиньш — Стуріс
- Гунар Плаценс — Лудіс Цубукс
- Юріс Мартиньш Плявіньш — Гурлумс
- Харій Авенс — старий Цубукс
- Карліс Себріс — Зальген
- Луція Баумане — стара Далда
- Гірт Яковлєв — Яніс Далда
- Астрід Гулбе — дружина Грінталса
- Роберт Зебергс — Сіліс
- Петеріс Шоголов — Карленс
- Вайроніс Яканс — Скрастіньш
- Петеріс Аузіньш — Скара

## Знімальна група
- Автор сценарію: Гунар Пієсіс
- Режисер: Гунар Пієсіс
- Оператор: Мартиньш Клейнс
- Художник: Герберт Лікумс
- Композитор: Маргерс Заріньш
- Звукорежисер:  Гліб Коротєєв